# Bendo (Nogosari)
Bendo is een bestuurslaag in het regentschap Boyolali van de provincie Midden-Java, Indonesië. Bendo telt 2068 inwoners (volkstelling 2010).